# ジョナサン・リーベスマン
ジョナサン・リーベスマン（Jonathan Liebesman, 1976年9月15日 - ）は、南アフリカ共和国の映画監督である。

## 生い立ち
ヨハネスブルグで生まれる。AFDAで映画製作を学んだ。

## キャリア
2000年に短編映画 Genesis and Catastrophe がオースティン映画祭やハリウッド映画祭で上映され、賞を受ける。
26歳の時に『黒の怨』で長編監督デビューし、これが北米週末興行収入で一位となる。
2006年には『悪魔のいけにえ』のリメイク版である『テキサス・チェーンソー』の続編『テキサス・チェーンソー ビギニング』が公開された。
2011年にはアーロン・エッカート主演のSF映画『世界侵略: ロサンゼルス決戦』が公開された。

## 監督作品
- Genesis and Catastrophe (2000) 短編、監督・製作・脚本
- 黒の怨 Darkness Falls (2003) 監督
- Rings (2005) ビデオ短編、監督・脚本
- テキサス・チェーンソー ビギニング The Texas Chainsaw Massacre: The Beginning (2006) 監督
- 実験室KR-13 The Killing Room (2009) 監督
- 世界侵略: ロサンゼルス決戦 Battle: Los Angeles (2011) 監督
- タイタンの逆襲 Wrath of the Titans (2012) 監督
- ミュータント・タートルズ Teenage Mutant Ninja Turtles  (2014) 監督